# Канчельери, Маттео
Маттео Канчельери (итал. Matteo Cancellieri; родился 12 февраля 2002, Рим, Италия) — итальянский футболист, вингер клуба «Лацио» и сборной Италии. Выступает на правах аренды за клуб «Парма».

## Футбольная карьера
Маттео — уроженец Рима, столицы Италии. Воспитанник футбольного клуба «Рома». В 2020 году был отдан в аренду в футбольный клуб «Верона» на сезон. Провёл его в молодёжной команде, четыре раза попадал в заявку основы, однако на поле не появлялся. Летом 2021 года аренда была продлена ещё на один сезон.  14 августа 2021 года дебютировал в профессиональном футболе, выйдя на поле в стартовом составе на матч Кубка Италии против «Катандзаро». Уже через неделю Маттео дебютировал в Серии А поединком против «Сассуоло», выйдя на поле на замену на 46-й минуте вместо Николы Калинича.
Также Маттео принял участие в одной встрече сборной Италии среди юношей до 17 лет.

## Статистика выступлений
| Клуб             | Сезон            | Лига             | Лига  | Лига | Кубок | Кубок | Междунар. | Междунар. | Всего | Всего |
| Клуб             | Сезон            | Лига             | Матчи | Голы | Матчи | Голы  | Матчи     | Голы      | Матчи | Голы  |
| ---------------- | ---------------- | ---------------- | ----- | ---- | ----- | ----- | --------- | --------- | ----- | ----- |
| Эллас Верона     | 2021/2022        | Серия А          | 12    | 1    | 2     | 1     | 0         | 0         | 14    | 2     |
| Всего за карьеру | Всего за карьеру | Всего за карьеру | 12    | 1    | 2     | 1     | 0         | 0         | 14    | 2     |